# Охисало, Мария
Мария Охисало (фин. Maria Ohisalo; род. 8 марта 1985, Хельсинки) — финский государственный и политический деятель. Председатель партии «Зелёный союз» в 2019—2023 годах. Депутат Европейского парламента с 2024 года, член группы «Зелёные — Европейский свободный альянс». Член городского совета Хельсинки с 2017 года. В прошлом — депутат эдускунты (парламента Финляндии) от избирательного округа Хельсинки (2019—2024), министр по вопросам окружающей среды и климата Финляндии (2022—2023), министр внутренних дел Финляндии (2019—2021).

## Биография
Мария Охисало родилась 8 марта 1985 года в восточной, бедной части Хельсинки, в неблагополучной семье. Её отец много пил, вместе с матерью Охисало провела один год в приюте для жертв насилия. Её родители развелись, мать повторно вышла замуж.
Играла в футбол в клубах «Конту» и «Виикингит». Занималась лёгкой атлетикой. Занимала призовые места в трековом велоспорте.
В 2004 году Мария Охисало окончила гимназию. В 2009 году Охисало получила степень бакалавра общественных наук в Хельсинкском университете. В 2011 году получила степень магистра общественных наук в Хельсинкском университете. Продолжила обучение в Университете Восточной Финляндии, где в 2017 году получила докторскую степень по социологии. Предметом исследований была бедность.
В 2008 году вступила в партию «Зелёный союз». В июне 2015 года избрана заместителем председателя партии «Зелёный союз». В 2017 году выдвинула кандидатуру на пост председателя партии, но внутрипартийные выборы выиграл Тоуко Аалто. Охисало выбрали заместителем председателя. После того как Тоуко Аалто 24 октября 2018 года сложил полномочия председателя партии по причине затянувшейся депрессии, временно исполняла его обязанности. 3 ноября 2018 года на партийном собрании, прошедшем в Хельсинки, новым председателем партии «Зелёных» был избран Пекка Хаависто. 15 июня 2019 года на прошедшем в Пори партийном съезде Мария Охисало была избрана новым лидером партии и сменила Пекку Хаависто. На партийном съезде 11 сентября 2021 года переизбрана председателем партии до 2023 года.
В 2017 году стала членом городского совета города Хельсинки, набрав 4400 голосов на муниципальных выборах 9 апреля. В 2021 году переизбрана, получила 3174 голоса.
Участвовала в парламентских выборах 19 апреля 2015 года, набрала 4087 голосов и не была избрана. На парламентских выборах 14 апреля 2019 года избрана депутатом эдускунты от избирательного округа Хельсинки, набрала 11 797 голосов.
6 июня 2019 года вступила в должность министра внутренних дел в кабинете Ринне, 10 декабря — в кабинете Марин. 19 ноября 2021 года ушла в декретный отпуск. Вместо неё министром внутренних дел президент назначил бывшего министра по делам окружающей среды и климата Финляндии Кристу Микконен.
7 июня 2022 года назначена министром по вопросам окружающей среды и климата Финляндии, сменила Эмму Кари. 20 июня 2023 года правительство Марин ушло в отставку.
После поражения партии на парламентских выборах 2023 года объявила об уходе с поста председателя. 10 июня 2023 года на партийном съезде в Сейняйоки новым председателем утверждена София Вирта.
Участвовала в выборах в Европейский парламент в Финляндии в мае 2014 года, набрала 3089 голосов и не была избрана. По результатам выборов 9 июня 2024 года избрана депутатом Европейского парламента. Стала членом Комитета по занятости и социальным вопросам (EMPL).

## Личная жизнь
Замужем за Миикой Йоханссоном (Miika Johansson), топ-менеджером нефтяного трейдера North European Oil Trade (NEOT). Родила первую дочь в декабре 2021 года, вторую дочь — 3 августа 2025 года.